# Тунчуань
Тунчуа́нь (кит. упр. 铜川, пиньинь Tóngchuān) — городской округ в провинции Шэньси КНР.

## История
При империи Северная Вэй в 446 году в этих местах был создан уезд Тунгуань (铜官县). При империи Северная Чжоу в 575 году написание его названия было изменено с 铜官县 на 同官县; он был подчинён области Ичжоу (宜州). При империях Суй и Тан уезд был подчинён области Юнчжоу (雍州), впоследствии преобразованной в округ Цзинчжао (京兆郡). Начиная с империи Поздняя Тан уезд был с 925 года подчинён области Яочжоу (耀州). После Синьхайской революции в Китае была проведена реформа структуры административного деления, и в 1913 году области были упразднены.
В 1946 году, в связи с тем, что название уезда звучало абсолютно идентично названию расположенного в этой же провинции уезда Тунгуань, уезд был переименован в честь протекающей здесь реки Туншуй, и получил название Тунчуань (铜川县).
В 1950 году был создан Специальный район Сяньян (咸阳专区), и уезд вошёл в его состав. В 1953 году Специальный район Сяньян был расформирован, и уезд Тунчуань перешёл в прямое подчинение властям провинции Шэньси. В апреле 1958 года постановлением Госсовета КНР уезд Тунчуань был преобразован в город Тунчуань, подчинённый напрямую правительству провинции. В ноябре 1958 года к городу Тунчуань были присоединены уезды Фупин, Яосянь (耀县) и часть уезда Ицзюнь.
В августе 1961 года уезды Фупин и Яосянь были воссозданы, а город Тунчуань перешёл под юрисдикцию Специального района Вэйнань (渭南专区). В 1966 году Тунчуань опять стал городом провинциального подчинения.
В январе 1980 года под юрисдикцию властей Тунчуаня перешли уезд Яосянь и 4 волости из состава уезда Пучэн. В мае 1980 года территория города Тунчуань была разделена на Городской район (城区) и Пригородный район (郊区). В 1983 году под юрисдикцию властей Тунчуаня из состава Округа Яньань был передан уезд Ицзюнь.
В 2000 году Городской район был переименован в район Ванъи, а Пригородный район — в район Иньтай.
В 2002 году уезд Яосянь был преобразован в район городского подчинения Яочжоу.

## Административно-территориальное деление
Городской округ Тунчуань делится на 3 района, 1 уезд:
| Карта                      | Статус | Название | Иероглифы  | Пиньинь | Площадькм² | Население (2009) |
| -------------------------- | ------ | -------- | ---------- | ------- | ---------- | ---------------- |
| Ванъи Иньтай Яочжоу Ицзюнь |        |          |            |         |            |                  |
| Район                      | Ванъи  | 王益区   | Wángyì qū  | 162     | 210 000    |                  |
| Район                      | Иньтай | 印台区   | Yìntái qū  | 627     | 230 000    |                  |
| Район                      | Яочжоу | 耀州区   | Yàozhōu qū | 1617    | 320 000    |                  |
| Уезд                       | Ицзюнь | 宜君县   | Yíjūn xiàn | 1531    | 100 000    |                  |